# Аркијан
Аркијан (фр. Arquian) насеље је и општина у источном делу централне Француске у региону Бургундија-Франш-Конте, у департману Нијевр која припада префектури Кон Кур сир Лоар.
По подацима из 2011. године у општини је живело 600 становника, а густина насељености је износила 17,88 становника/km². Општина се простире на површини од 33,56 km². Налази се на средњој надморској висини од 160 метара (максималној 260 m, а минималној 154 m).

## Демографија
| 1962. | 1968. | 1975. | 1982. | 1990. | 1999. | 2011. |
| ----- | ----- | ----- | ----- | ----- | ----- | ----- |
| 642   | 698   | 654   | 573   | 589   | 615   | 600   |

График промене броја становника у току последњих година